# 洛克人Zero & ZX 雙雄合集
《洛克人Zero & ZX 遗产合集》是洛克人Zero及洛克人ZX系列的重制合集，由Access Games及Pheus开发并由卡普空发行，支持任天堂Switch、PlayStation 4、Xbox One及Microsoft Windows四个平台。本作于2020年2月25日首度在北美地区发行，并于两天后在全球发行。

## 内容和变化
该合集包含洛克人Zero及洛克人ZX系列的所有6部作品，并提供两种滤镜来优化游戏画面，同时加入新模式“Z Chaser”，玩家可以在指定关卡内超越电脑的通关时间记录，亦可以联网来挑战其它玩家的最速记录。本作亦添加了“画廊”、“音乐播放器”及ZZ卡「ZZ Cards」，在画廊中玩家可以回顾Zero及ZX系列的人物设定集及手稿，亦可以使用游玩过程中收集到的改造卡（Bonus Card）来对游戏进行一些修改（继承原先在Game Boy Advance上发行的改造卡）。在音乐播放器中玩家可以播放游戏中的原声带（Windows版须单独购买）。ZZ卡则展示玩家游玩过程中达到目标后的成就卡片。用户在游玩时也可以开启Save-Assist来进行即时存档，亦可以自定义各操作的键位。
此外，ZX系列中的动画部分于本作进行了高清化处理，同时游戏提供两种类型的对话音源供玩家选择（原作音源与母带音源）。游戏本身亦附带6首混音集Reploid Remixes，并可改变部分游戏场景背景音乐。

## 评价
| 评价 |        |
| --- | ------ |
| 汇总得分 汇总媒体 得分 Metacritic 83/100 [ 5 ] 评论得分 媒体 得分 HardcoreGamer 4/5 [ 3 ] IGN 8/10 [ 4 ] 游民星空 7.8/10 [ 6 ] |        |
| 汇总得分 |        |
| 汇总媒体 | 得分   |
| Metacritic | 83/100 |
| 评论得分 |        |
| 媒体 | 得分   |
| HardcoreGamer | 4/5    |
| IGN | 8/10   |
| 游民星空 | 7.8/10 |

本作的Switch版本于Metacritic得到汇总得分83分（满分100），IGN的赛斯·G·梅西（Seth G. Macy）为本作打出8分总分（满分10），整体给予了好评，不过认为游玩Switch平台时使用Joy-Con的R键来操作副武器时感受不是特别好，并认为本作的附加内容不够深入，但对Save-Assist功能给予好评，并对新增的画廊功能表示很惊喜；Metacritic的汇总评价中总体以正面为主；游民星空的用户评价达到7.8分；Hardcore Gamer的Kyle LeClair认为本作尽管不完美，但依然值得为其优秀的情节、画面及挑战而上手试试，如X系列的合集一样，该作更像是粉丝们愿意去重新探索的作品。